# カール7世 (スウェーデン王)
カール7世（スウェーデン語：Karl VII, 1130年ごろ - 1167年4月12日）またはカール・スヴェルケルソン（Karl Sverkersson）は、イェータランドの支配者、のちスウェーデン王（在位：1161年 - 1167年）。クヌート・エリクソンに殺害され、クヌートはクヌート1世としてスウェーデン王位についた。
カール・スヴェルケルソンはカールの名で知られる最初のスウェーデン王であるが、通常「7世」の序数がつけられる。

## 生涯

### 王位の僭称
カールはスウェーデン王スヴェルケル1世の息子である。父スヴェルケル1世は1156年12月に殺害され、エリク家のエリク9世（後世に殉教者および聖人と呼ばれた）が、その後数年間スウェーデンの一部を支配した。しかし、カールは1158年にエステルイェートランドの人々によりエリク9世の対立王として選ばれた。教皇ハドリアヌス4世（1159年没）の手紙により、カールが「Regnum Gothorum」の支配者とされ、エリク9世はヴェステルイェートランドで権力を握っていたことが知られる。中世後期の年代記には、1160年のマグヌス・ヘンリクソンの配下によるエリク9世の殺害もカールが支援したと記されている。
マグヌス・ヘンリクソンはエリク9世の死後短期間スウェーデン王となったが、1161年にエレブルーの戦いにおいてカールに殺害された。マグヌスの死後、カールはスウェーデンにおいて王として広く認められた。実際にカールは1164年の教皇の書簡において「rex Sweorum et Gothorum（スウェーデンとゴートの王）」と明確に記された最初のスウェーデンの支配者である。

### 治世
カールの短期間の治世は、多くの点で重要である。中世初期のスウェーデン王国は、国家というよりは貴族同士の同盟を変化させるネットワークのようなものであったが、12世紀後半になると徐々にヨーロッパのカトリック国家モデルに収束し始めた。ウプサラ大司教が置かれるようになったのはカールの時代からであったが、スウェーデンはまだ教会組織としてはデンマークのルンド大司教に従属していた。王、ヤールのウルフおよびスウェーデンの司教たちの要請により、教皇はアルヴァストラ修道院の修道士であったステファンを初代ウプサラ大司教に任じた。その後まもなく、デンマークとの国境にあるヴェレンドの住民は、王がベクショーに司教を設置することを支援するならばという条件で、王に金銭を提供した。また、カールはヴレタ修道院とニダラ修道院に土地と特権を寄進したことも分かっている。その寄進は、カールの主な関心がエステルイェートランドとスモーランドの領域にあったことを示しているが、メーラレン湖周辺の領域はヤールのウルフが支配していたとみられる。確認されている最初の碑文でない文書はカールの時代に発行されたものであり、確認されている最も古い王室の印章もこの文書に付されている。
スウェーデンとロシアとの関係は、12世紀初頭までは非常に良好であった。しかし、12世紀に一時的に敵対状態となった。ノヴゴロドの年代記は、1164年の海上からのスウェーデンの侵攻を記している。侵攻軍はラドガを攻撃したが、5日後にはノヴゴロドの救援部隊が到着した。スウェーデン軍は5月28日にラドガの街の外で敗北を喫し、55隻の船のうち43隻を失い、残りの者は撤退した。

### 暗殺
1167年春、カールはビシングショ島において、対立するエリク家の長クヌート・エリクソンの支持者らにより殺害された。「彼の息子スヴェルケルは膝の上にのせられてデンマークに運ばれたが、彼の旅は惨めなものとなった」という。クヌートは王位を簒奪した。カールはアルヴァストラ修道院に埋葬された。スヴェルケル家の他の王たちと同様に、カールも『ヴェストゥイェータ法書』内の短い年代記において次のように賞賛されている：「彼の尊厳は良き父のおかげであった。彼は知恵と良心をもってスウェーデンを統治した。」

## 結婚と子女
カールの妃は、デンマークのシェラン島の有力者スティー・ヴィーゼの娘クリスティーナ・ヴィーゼであり、クリスティーナの母はデンマーク王ヴァルデマー1世の姉妹（クヌーズ・レーヴァートの娘）であった。
カールの子としてスヴェルケル・カールソンのみが知られるが、カールが殺害されたときはまだ幼く、クヌート1世の死後の1196年にスヴェルケル2世としてスウェーデン王位についた。